# Victor III
Pour les articles homonymes, voir Victor et Saint Victor.
Victor III, Bienheureux, né Dauferio à Bénévent vers 1027 et mort à l'abbaye du Mont-Cassin le 16 septembre 1087, est un moine bénédictin de l'abbaye du Mont-Cassin dont il est l'abbé à partir de 1058. Il est élu Évêque de Rome et donc le 158e pape de l'Église catholique au cours de l'année 1086.

## Origine

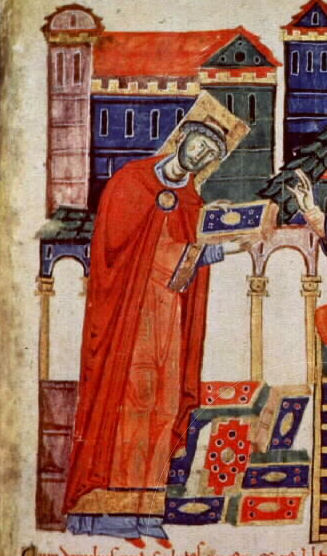
Détail de l'enluminure de la page de dédicace du Codex Benedictus montrant l'abbé Dauferio remettant à saint Benoît de Nursie ce lectionnaire, Abbaye du Mont-Cassin, 1071.

Dauferio, né vers 1027 à Bénévent est le fils cadet du prince Landolf V de Bénévent. Encore jeune il entre à l'abbaye du Mont-Cassin où il adopte le nom de Dauferio. Il en devient l'abbé le 19 avril 1058. Cultivé et de tempérament intellectuel il y développe la littérature et enrichit sa bibliothèque en promouvant la copie de manuscrits et l'enluminure. Il y fonde également une importante école de mosaïques et en transforme radicalement la physionomie, dans une entreprise qui fait date dans l'histoire de l'architecture italienne.
En 1059, l'abbé Dauferio est nommé cardinal-prêtre par le pape Nicolas II qui l'envoie comme vicaire pontifical auprès des monastères d'Italie méridionale. Ayant de bonnes relations avec les Normands il négocie un rapprochement entre Grégoire VII et Robert Guiscard, chef des Normands en Italie du sud (1080).

## Pontificat
Favori des cardinaux et de son prédécesseur Grégoire VII, Dauferio est élu pape le 24 mai 1086. Non accepté à Rome il dut se retirer un certain temps dans son abbaye avant de revenir à Rome pour sa consécration épiscopale et intronisation pontificale et prend le nom de Victor III. Le 9 mai 1087 il est enfin consacré à Saint-Pierre de Rome où il prend le nom de Victor III.
Le pape Victor III poursuit l'œuvre réformatrice de son prédécesseur Grégoire VII. Il envoie à Tunis une armée qui défait les Sarrasins et les oblige à verser un tribut à Rome.
Victor III crée un cardinal en 1086 : Bruno.(?)
En août 1087, il tient à Bénévent un synode où il excommunie Clément III, bannit Hugues de Die, archevêque de Lyon, et Richard de Millau, abbé de Saint-Victor de Marseille, reconnus coupables de schisme. Il y condamne aussi l'investiture d'évêques par les pouvoirs temporels.
Tombé malade lors du synode, Victor III regagne son abbaye du Mont-Cassin, où il meurt le 16 septembre 1087, après 16 mois passés comme chef de l'Église.

## Béatification
En 1887, huitième centenaire de l'intronisation pontificale de Victor III, le pape Léon XIII le déclare Bienheureux (23 juillet 1887) sans qu'un procès canonique ait été organisé.